# Jan Samek (historyk)
Jan Sławomir Samek (ur. 9 sierpnia 1930 w Krakowie, zm. 6 stycznia 2007 tamże) – polski historyk sztuki.

## Życiorys
Dyplom magisterski z zakresu historii sztuki zdobył w 1955 roku na Uniwersytecie Jagiellońskim - promotor prof. Karol Estreicher jr na podstawie pracy pt. Chrzcielnice polskie. Od 1956 był asystentem przy Katedrze Historii Sztuki Nowożytnej Instytutu Historii Sztuki Uniwersytetu Jagiellońskiego. W 1962 został doktorem, a 12 lat później na Polskiej Akademii Nauk - doktorem habilitowanym. Do 1973 był adiunktem na UJ. Od 1976 pracował na stanowisku docenta w Instytucie Sztuki Polskiej Akademii Nauk. Od 1987 był związany z Papieską Akademią Teologiczną w Krakowie, był także kierownikiem Katedry Sztuki Sakralnej w Polsce.
W 1991 otrzymał tytuł profesora nadzwyczajnego, a 6 lat później - profesora zwyczajnego. W latach 1995–1998 był kierownikiem Studium Doktoranckiego Wydziału Filozofii Uniwersytetu Jagiellońskiego. Od 1996 organizował i kierował Zakładem Wychowania przez Sztukę w Instytucie Pedagogiki UJ.
Jego dorobek naukowy obejmuje 520 opracowań naukowych, w tym 34 książki. Dodatkowo ok. 280 prac pozostało u autora lub jest złożonych do druku. Publikował prace naukowe w języku angielskim, niemieckim, francuskim, włoskim i hiszpańskim. Był redaktorem i współautorem "Katalogu Zabytków Sztuki w Polsce IV - Miasto Kraków". Wypromował 257 magistrów oraz przygotował otwarcie 23 przewodów doktorskich.
Założyciel i wieloletni kierownik Pracowni Inwentaryzacji Zabytków Miasta Krakowa PAN (od 1974 roku do stanu wojennego). Członek Polskiej Akademii Umiejętności, Stowarzyszenia Historii Sztuki (oddział w Krakowie), Związku Literatów Polskich oraz Towarzystwie Miłośników Historii i Zabytków Miasta Krakowa.
Miał żonę Izabellę i dwójkę dzieci - córkę Elżbietę i syna Tomasza.
Pochowany na Cmentarzu Rakowickim w Krakowie.

## Nagrody
- 1979: Nagroda zbiorowa I stopnia Prezesa Rady Ministrów
- 1983: Nagroda im. św. Brata Alberta
- 1988: Nagroda Prezydenta Miasta Krakowa
- Nagroda Rektora Uniwersytetu Jagiellońskiego
- Nagroda im. Włodzimierza Pietrzaka
- Nagroda Główna Stowarzyszenia Historyków Sztuki

## Odznaczenia
- Złoty Krzyż Zasługi
- Złota Odznaka Za Pracę Społeczną dla Miasta Krakowa
- Złota Odznaka Za Zasługi dla Ziemi Krakowskiej